# Margaret Jarman Hagood
Margaret Loyd Jarman «Marney» Hagood (1907–1963) fue una socióloga y  demógrafa estadounidense que «ayudó a alejar la sociología del sillón y acercarla a la calculadora».  Escribió los libros Madres del Sur  en 1939 y Estadísticas para Sociólogos en 1941, y luego se convirtió en presidenta de la Asociación de Población de América y de la Sociedad Sociológica Rural.

## Primeros años y educación
Hagood nació el 26 de octubre de 1907 en el condado de Newton (Georgia), donde creció. Fue una de los seis hijos de Lewis Jarman, un matemático que fue nombrado vicepresidente de Queens College en Charlotte y más tarde presidente del Mary Baldwin College en Virginia. Después de actuar como un predicador de un país adolescente, estudió brevemente en Chicora College for Women en  Columbia y en Agnes Scott College en Atlanta. Se casó con un estudiante de odontología y dio a luz a una hija en 1927, enseñó en una escuela en Brewton (Alabama), y se separó de su esposo. Obtuvo una licenciatura en 1929 en el Queens College y continuó sus estudios en la Universidad de Emory donde obtuvo su master en 1930.
Enseñó matemáticas en un seminario en Washington D. C. hasta mediados de la década de 1930 época en la que regresó a sus estudios de posgrado en la  Universidad de Carolina del Norte donde estudió sociología bajo la supervisión del vecino de su padre cuando era una niña, Howard W. Odum. Sus estudios en esta época se centraban en las mujeres agricultoras blancas de la era de la depresión en el sur de los EE. UU. Completó su doctorado en 1937.

## Carrera y vida posterior
Hagood continuó trabajando en el Instituto de Investigación en Ciencias Sociales de la UNC desde 1937 hasta 1942. A partir de la Segunda Guerra Mundial, en 1942, se trasladó al «Departamento de Agricultura de los Estados Unidos», en la Oficina de Economía Agrícola, donde desarrolló un análisis estadísticos de personas del campo. Aunque originalmente planeaba permanecer allí solo durante la guerra y luego volver a la academia, terminó trabajando en el USDA y fue promovida a jefe de la «Población de Granjas y División de Vida Rural» en 1952. Su trabajo en la Oficina de Economía Agrícola la llevó a través de un momento de agitación cuando la oficina pasó de análisis cualitativos a más cuantitativos, e incluyó el desarrollo de nuevos métodos para calibrar los estándares de vida en diferentes regiones del país.
Se retiró en 1962, y murió de un ataque al corazón en la casa de su hermano en San Diego, California, el 13 de agosto de 1963.

## Libros
Hagood publicó el libro Madres del Sur: Retrato de la granja de inquilinos blancos (1939), basado en entrevistas que realizó en los estudios de campo para su investigación doctoral. Presentaba los datos y las historias de vida de aproximadamente 240 mujeres divididas entre el Piedmont, una región geográfica del este de los Estados Unidos, y el  Sur Profundo, concluyendo que «su alta fertilidad es socialmente indeseable». Sarah Case (2004) escribió que el libro «es un retrato generalmente comprensivo y reflexivo» y que Hagood «fue única e innovadora al reconocer las inequidades de género» que afectaron la vida de estas mujeres. El libro fue reimpreso por Greenwood Press en 1969 y nuevamente por la University of Virginia Press en 1996.
Escribió su segundo libro, el libro de texto Estadísticas para sociólogos (1941), basado en un curso que impartió en la UNC. Después de visitar la Universidad de Wisconsin en 1951, publicó una edición revisada de Estadísticas para sociólogos (con Daniel O. Price) en 1952. Denton E. Morrison y Ramón E. Henkel (2006) escribieron que este libro «fue una influencia temprana y continua en la práctica sociológica en las estadísticas en general y en las pruebas de importancia en particular».

## Reconocimiento
En 1949, Hagood fue elegida miembro de la American Statistical Association. Se convirtió en presidenta de la Asociación de Población de América en 1955 y de la Sociedad Sociológica Rural en 1956, la primera mujer presidente de esa organización. En 1955, el Queens College le otorgó un doctorado honorario.